# シャンモル修道院

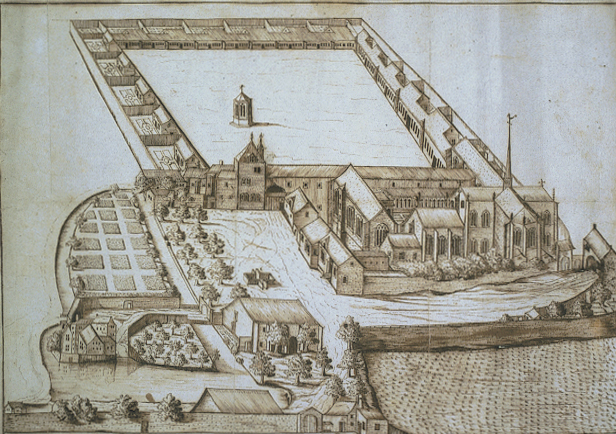
1686年のシャンモル修道院。回廊を囲むように小さな僧院が配置され、中央にクラウス・サリューテエルの『モーゼの井戸』がある。

シャンモル修道院（シャンモルしゅうどういん（仏:  Charteuse de Champmol））はディジョン郊外に位置するカルトジオ会の修道院。現在のディジョンはフランス中部の都市だが、15世紀はブルゴーニュ公国の首都だった。シャンモル修道院はブルゴーニュ公フィリップ2世（フィリップ豪胆公）がヴァロワ＝ブルゴーニュ公爵家の墓所として1383年に建設し、フランス革命のさなかに接収されるまで歴代ブルゴーニュ公爵の墓が置かれていた。「悪評高き壮大な浪費」といわれるほど、数々の美術品が惜しみなく使われており、後世に修道院から散逸したそれらの美術品のコレクションは依然として当時の芸術を理解するための非常に重要な遺産となっている
。

## 歴史

### 設立

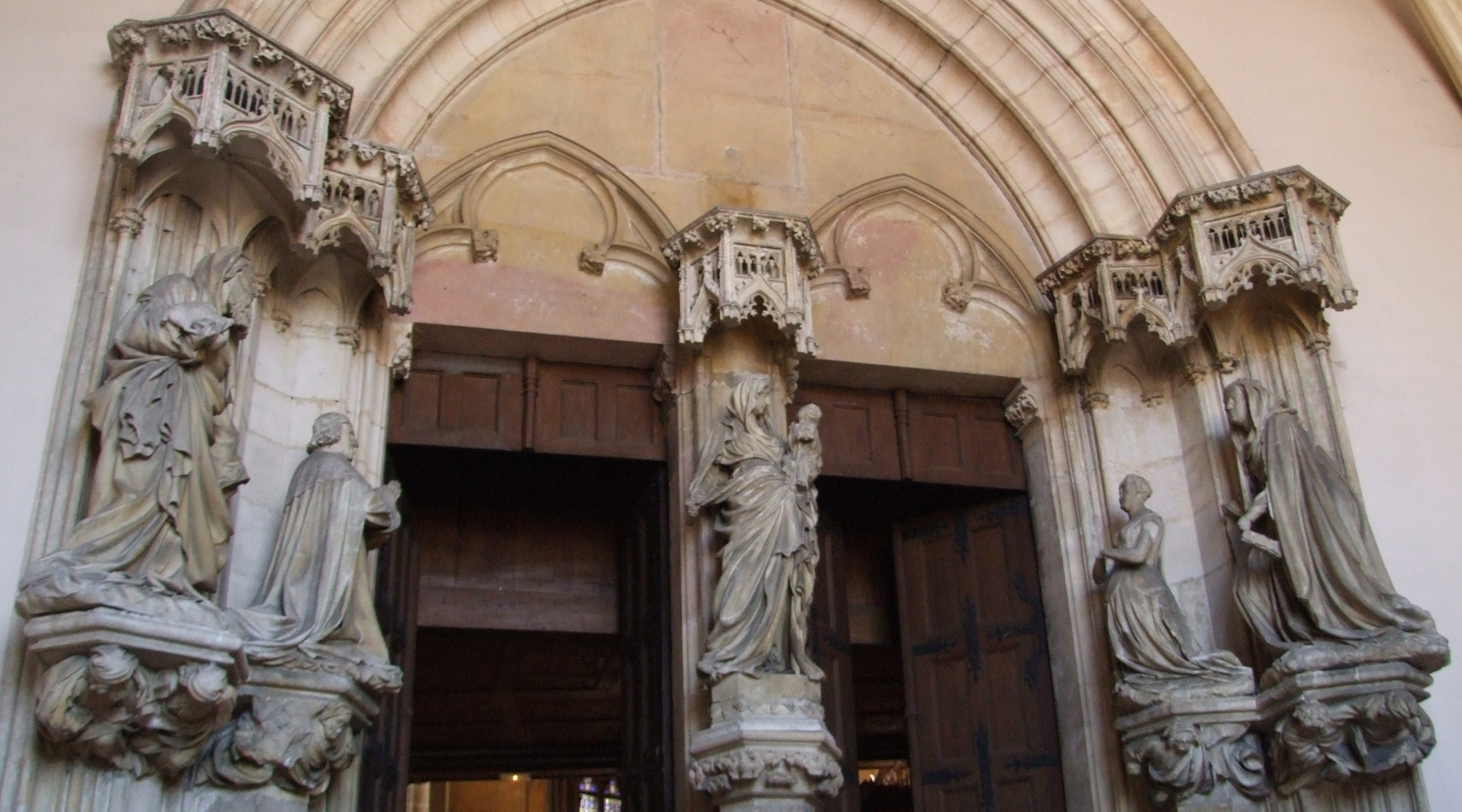
修道院教会正門にある、ひざまずくブルゴーニュ公フィリップ2世と公后マルグリットの彫刻。クラウス・スリューテルとその工房作

土地購入と建築資材用の採石は1377年に開始されているが、実際に建設に取りかかったのは1383年のことである。スラウスで大公の城館の設計経験があり、ルーブル城館の改築にアシスタントとして参加したこともあるパリ出身の建築家ドリュエ・ド・ダンマルタンのもと建設が開始される。ディジョンで顧問団が結成され、他出することが多かったフィリップ2世に代わって建設作業を監督した。1388年には教会が完成し、主要な建造物がほぼ建設された。シャンモル修道院はカルトジオ会の修道院が通常12人の修道士なのに対し、24人の修道士で構成され、後に1433年のシャルル（後のシャルル突進公）生誕を祝してさらに二人の修道士が与えられている。修道士たちは礼拝堂にいないときは一人ずつ割り当てられた僧院で半ば隠遁的な生活を送っていた。修道士以外にも聖職には就いていない信徒や、使用人、修練者などが修道院に在住していたと考えられる。

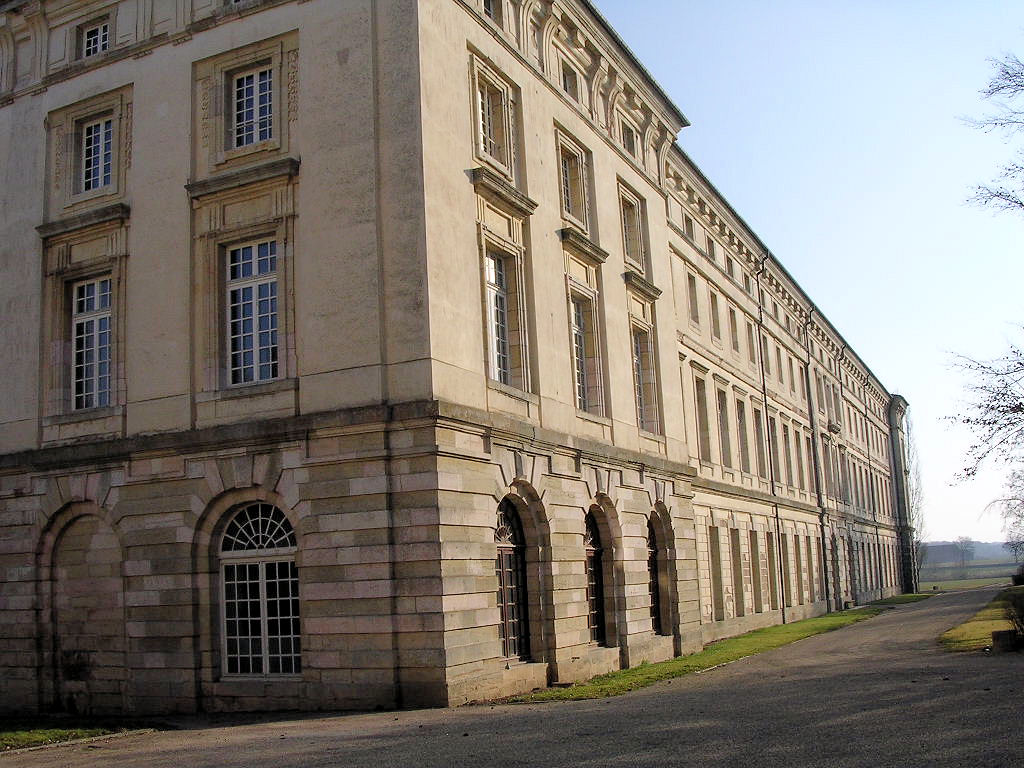
シトー会大修道院

シャンモル修道院は設立されたときにはディジョンの都市城門の外に位置したが、現在の行政区画ではディジョン市内にある。当時のディジョンには約1万人が住んでおり、もともとのフィリップ2世の領地だったブルゴーニュ公国では最大の都市だったが、フィリップ2世がマルグリットとの結婚によって領有することになったネーデルラントのフランドル伯領などにはディジョンよりもさらに大きな都市があった。しかしブルゴーニュ公爵領は、必ずしも統治が行き届いているとはいえない北部の都市群に比べるとはるかに安定した地方であり、公国で一番の都市という称号は変わらなかった。ヴァロア家が1361年に後を襲ったブルゴーニュ王朝のカペー家一族が、ディジョン南部のシトー会大修道院 (fr:Abbaye de Cîteaux) に16人以上葬られている。シャンモル修道院はこのシトー会大修道院、歴代フランス王家の墓所であるサン＝ドニ大聖堂など、他の王朝の墓所となる寺院に対抗して建設された。
平穏な生活を送り沈思黙考を旨とするカルトジオ会の教義に反して、訪問者や巡礼者はシャンモル修道院で歓迎され、その費用は歴代ブルゴーニュ公による寄進でまかなわれていた。1418年にはモーゼの井戸に巡礼するための贖宥状が発行され、さらに多くの巡礼者が修道院を訪れた。修道院には公爵一族専用の、破壊され現存していない教会を見渡すことができる専用の小礼拝堂があったが、一族がそこを訪れることはほとんどなかった。現存している公爵家の記録では、1415年までに多くの絵画や美術工芸品がシャンモル修道院のために注文され続けており、その後も数こそ少なくはなったが歴代公爵や篤志家たちによってさまざまなものが寄進されている。
シャンモル修道院に関する大公家の記録は十分な量が残っている。ハンブルク大学教授の美術史家マルティン・ヴァルンケはそれらの記録をもとに当時の宮廷芸術家の地位を明らかにし、「芸術と芸術家の独立意識」こそが近世の芸術との大きな違いであるとした。

### ブルゴーニュ公国崩壊後

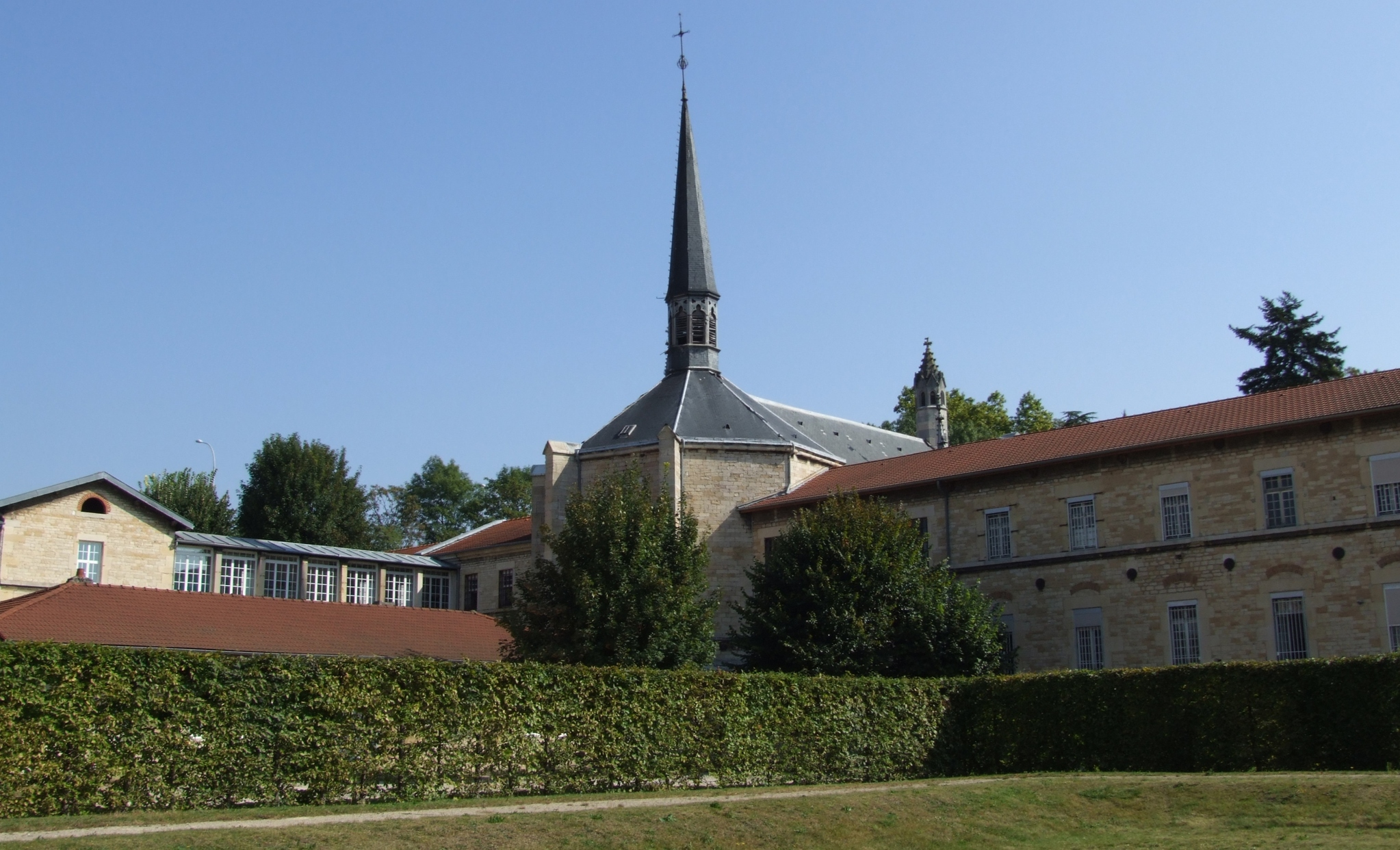
現在のシャンモル修道院の教会部分。

1477年のシャルル大公の死去以降ブルゴーニュ公国はフランス領となり、その後スペイン・ハプスブルク家の領土となった。ディジョンは1513年のノヴァラの戦い、さらに1562年からのユグノー戦争でわずかながら被害を受けた。しかし修道院は1770年代に改装が決定されるまで、15世紀建設時ほぼそのままの姿をとどめていた。1770年代の改装で中世の建築が取り壊された箇所もあったが、はるかに大きな被害をシャンモル修道院にもたらしたのはフランス革命だった。1791年に修道院は差し押さえられ、5月4日に修道士は追放処分を受ける。修道院の建物と土地は、後にナポレオン1世のもとで内務大臣になり、シャンモル伯位を授かるエマニュエル・クレーテが購入した。クレーテは修道院の建築物や教会のほとんどを取り壊した。1833年には地方行政府に精神病院にするために買い取られ、多くの新しい建物が建設された。そして現在でもシャンモル修道院は精神病院として使用されている。

## ブルゴーニュ公の棺

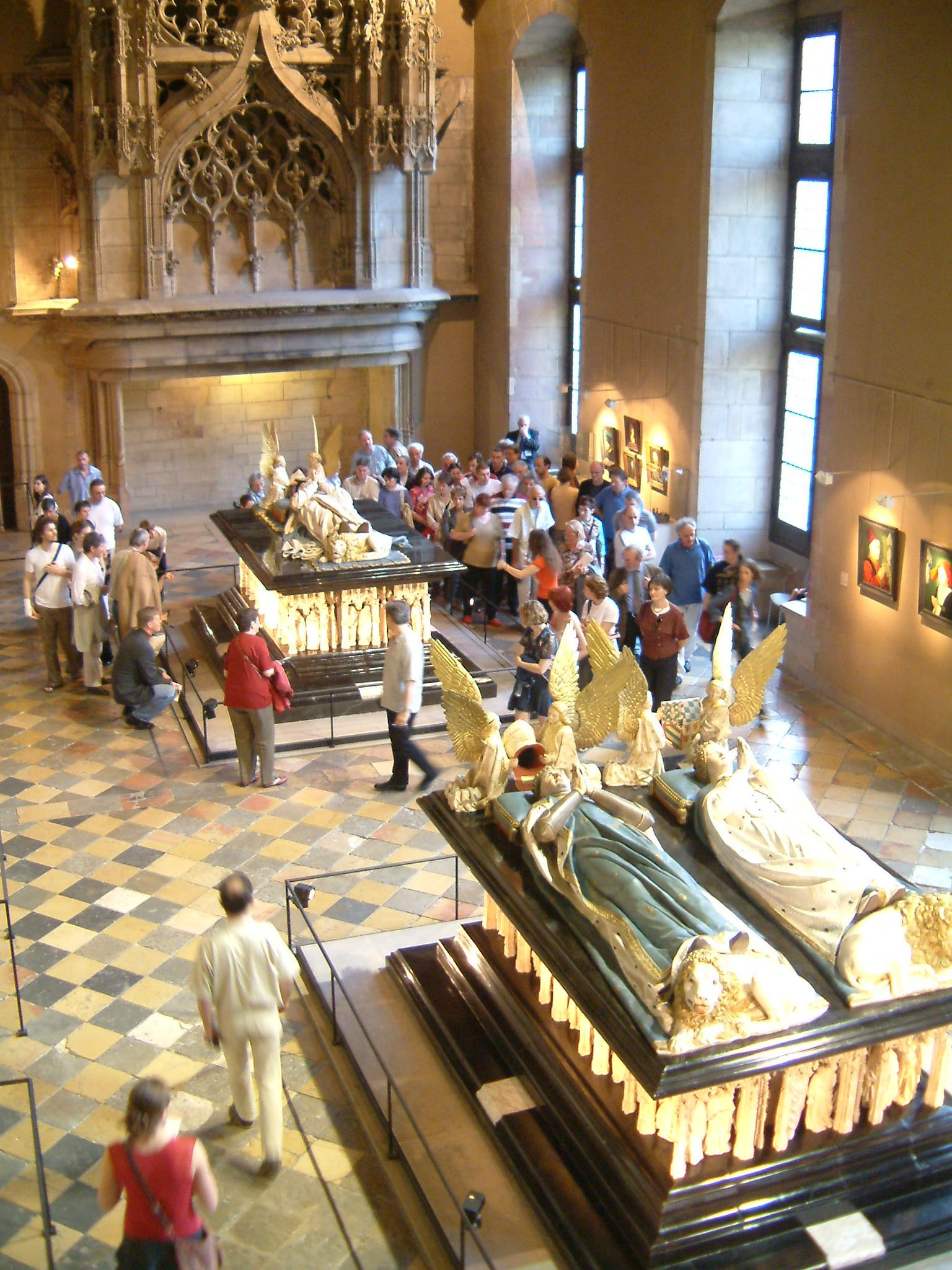
上がフィリップ2世、下がジャン1世と公妃マルグリットの棺。ディジョン美術館「衛兵の間 (Salle de Garde)」にある

ヴァロア＝ブルゴーニュ公爵家によるブルゴーニュ支配は100年も続かず、シャンモル修道院に葬られたヴァロア家の人数は、以前にブルゴーニュを治めシトー会大修道院に葬られたカペー家に及ばない。シトー会大修道院の内陣はカペー家の棺でほとんど埋め尽くされていたが、シャンモル修道院に収められたブルゴーニュ公の棺は2つだけだった。どちらも祈りをささげる生前の姿を模した彩色アラバスター彫刻が施され、足元にはライオン、頭頂には羽を広げた天使の彫刻がおかれている。その下には無彩色の40cmほどの小さな「嘆く男たち (pleurants)」が、ゴシック様式の飾り窓とともに配置されている。これらの墓はヨハン・ホイジンガの『中世の秋』に「これ以上ない心からの哀悼を表現した芸術作品、石でできた葬送曲」と書かれている。
フィリップ2世は1404年に死去し、公妃マルグリットもその翌年に死去した。マルグリットはリールにある両親（フランドル伯ルイ2世夫妻）の墓に埋葬されることを望んでいたため、フィリップ2世は自身だけの墓を作る構想を立てており、死去する20年以上前の1381年にジャン・ド・マルヴィルに棺の制作を依頼した。1384年になってから着手された制作はなかなか進まず、遅れを取り戻すために1389年に彫刻家クラウス・スリューテルが投入される。しかしフィリップ2世が死去した1404年の段階では二つの彫刻と枠組みしか完成していなかった。息子でブルゴーニュ公爵を継いだジャン1世（ジャン無怖公）はスリューテルに対し棺の完成までにさらに4年の猶予を与えたが、スリューテルはその2年ほど後に死去してしまう。その後スリューテルの甥で助手も務めていたクラウス・ヴェルウェが作業を引き継ぎ、1410年に棺の彫刻全てを完成させ、画家ジャン・マルエルが彫刻に彩色を行った。

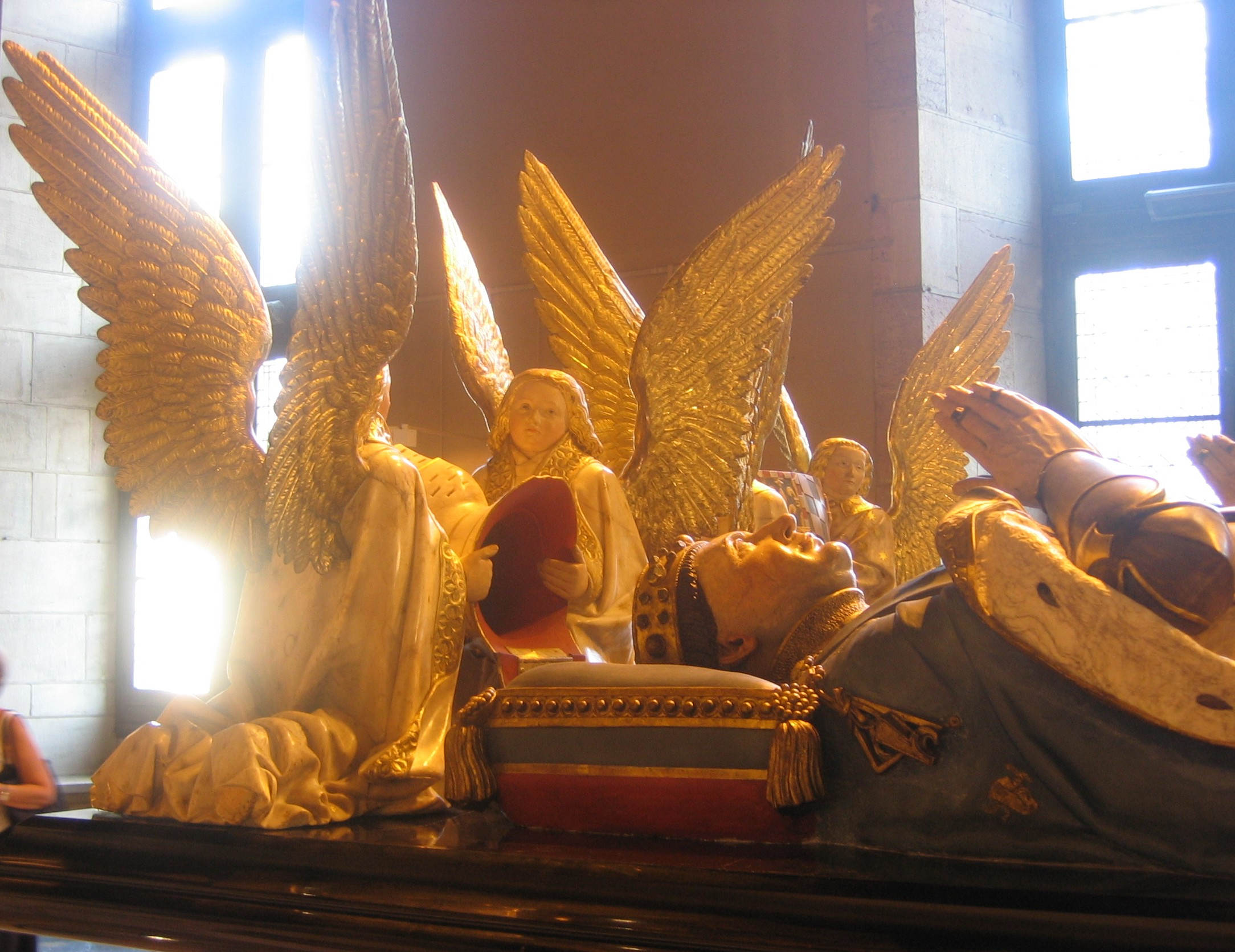
ジャン1世の棺上部。翼を広げた天使。

ジャン1世も自身の棺を作りたいと考え、父フィリップ2世の棺を模した、公妃マルグリットと二人で一つの棺を望んだ。しかし1419年にジャンが死去するも、その後1435年になるまで計画はまったく進んでいなかった。さらにヴェルウェも1439年に棺の製作に十分な量のアラバスターを入手できないまま死去してしまう。1433年にスペイン人ジャン・デ・ラ・フエルタが雇われ、ディジョンを去る1456年までにほとんどの作業を完成させた。その後別の芸術家が後を引き継ぎ、棺が全て完成したのは、ジャン1世の息子ブルゴーニュ公フィリップ3世（フィリップ善良公）がすでに死去した後の1470年になってからだった。フィリップ3世は自身の棺には関心がなかったようで、当初死去した場所のブルッヘに埋葬されていた。数年後フィリップ3世の後嗣ブルゴーニュ公シャルル（シャルル豪胆公）がフィリップ3世をシャンモル修道院に改葬したが、新たな棺の製作は計画されなかった。1477年のナンシーの戦いで亡くなったシャルルの遺体は、1558年に曾孫神聖ローマ帝国皇帝カール5世によってナンシーからブルッヘに改葬されている。
ジャン1世の棺のデザインはフィリップ2世の棺を模倣している。ジャン1世の棺の彫刻「嘆く男たち」などはフィリップ2世のそれの完全なコピーだが、二つの棺の完成には100年近い年月がかかっているため様式的な相違が見られる。フィリップ3世が、フィリップ2世とジャン1世の肖像画が飾られていた修道院の内陣に自身の肖像画も飾らせたという記録が残っている。オリジナルの肖像画は残っていないとされ、現存しているのはそれらの肖像画の模写と考えられている。
フランス革命のあとシャンモル修道院は売却されることになり、歴史的重要性が評価されていた二つの棺は1792年にディジョン大聖堂 (en:Dijon Cathedral) に慎重に移された。しかし翌年ディジョン大聖堂は恐怖政治下の共和国政府によって「理性の殿堂 (en:Temple of Reason)」へと改宗されてしまい、棺の彫刻は破壊されてしまう。現在ブルゴーニュ大公宮殿に併設されているディジョン美術館「衛兵の間」で見ることが出来る棺は復元されたものである。10体の嘆く男たちの彫刻をはじめさまざまな歴史的遺物ともいえる彫刻が「上品な略奪者たち」によって持ち去られてしまった。

### 棺のギャラリー

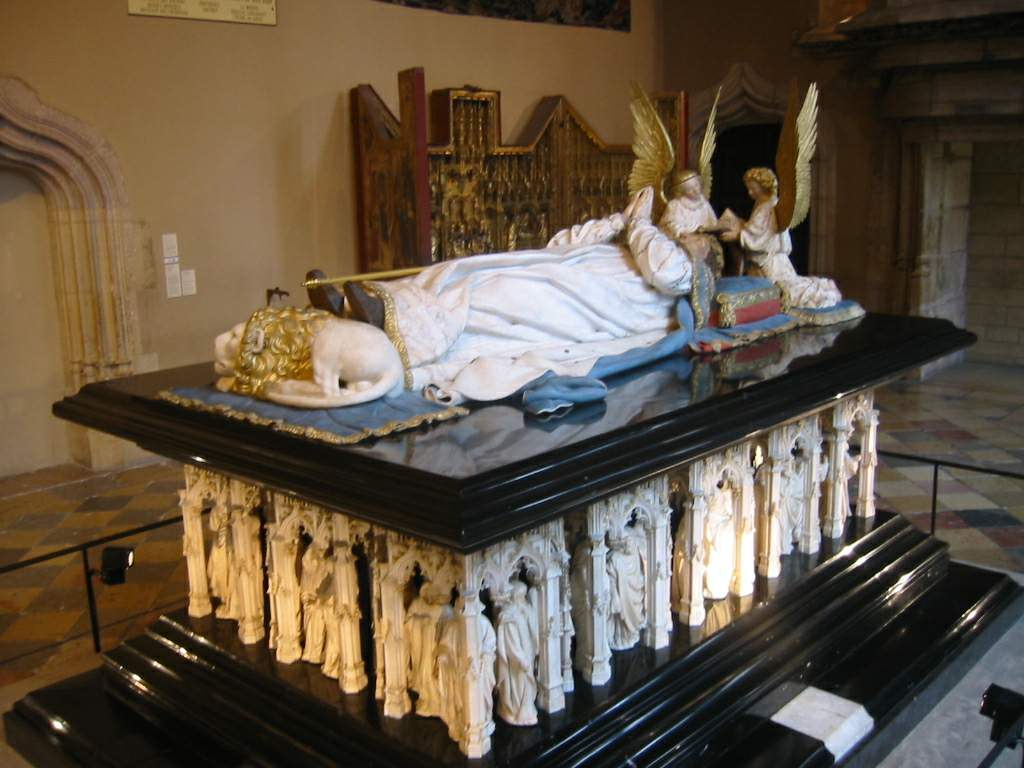
フィリップ豪胆公の棺, 背後にあるのはキリストの磔刑を表現した飾壁
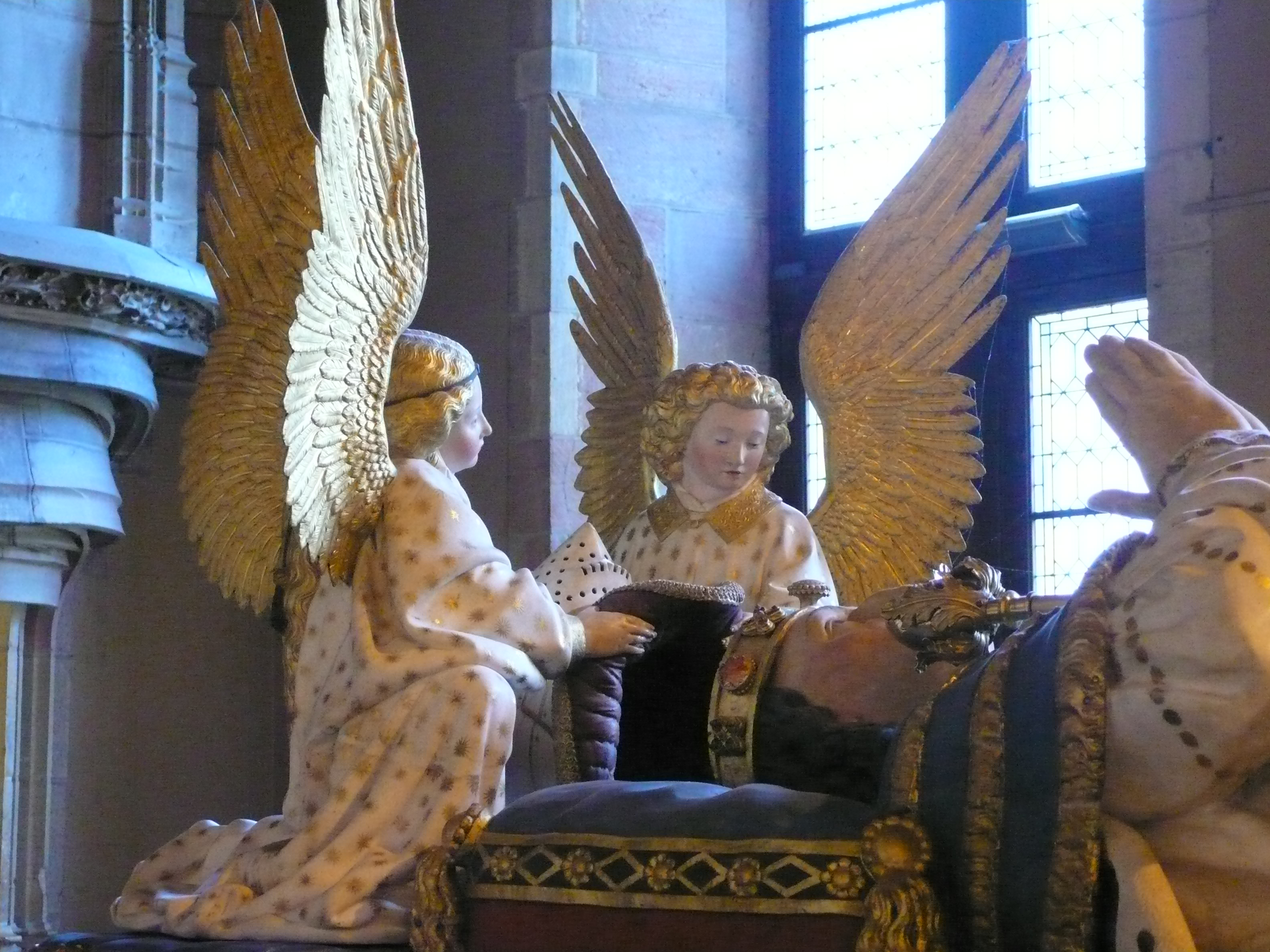
フィリップ豪胆公の顔部分と翼を広げた天使
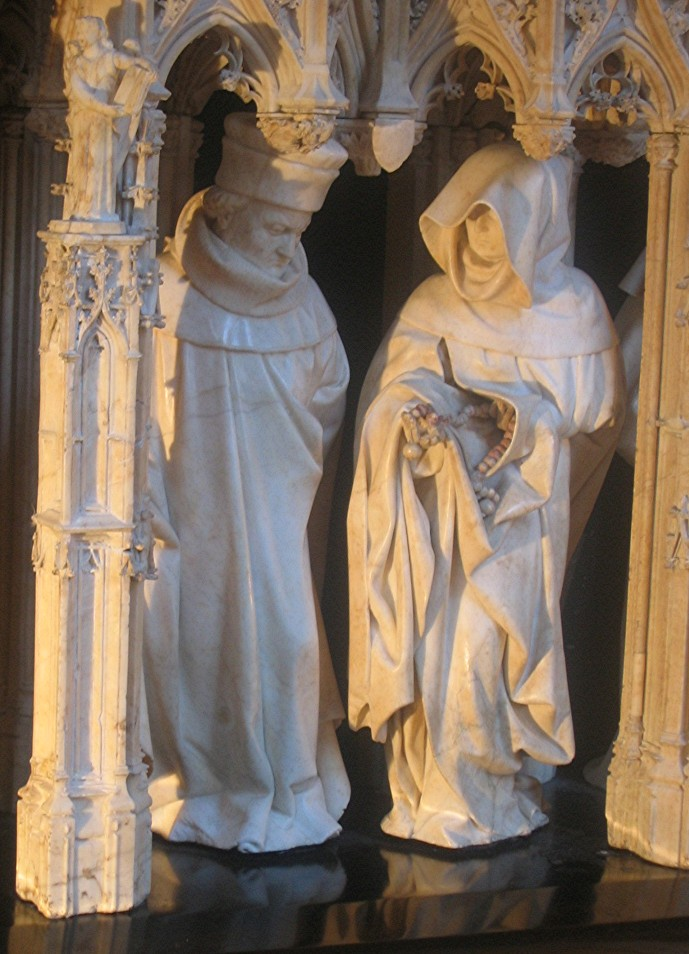
ジャン無怖公の棺の「嘆く男たち」
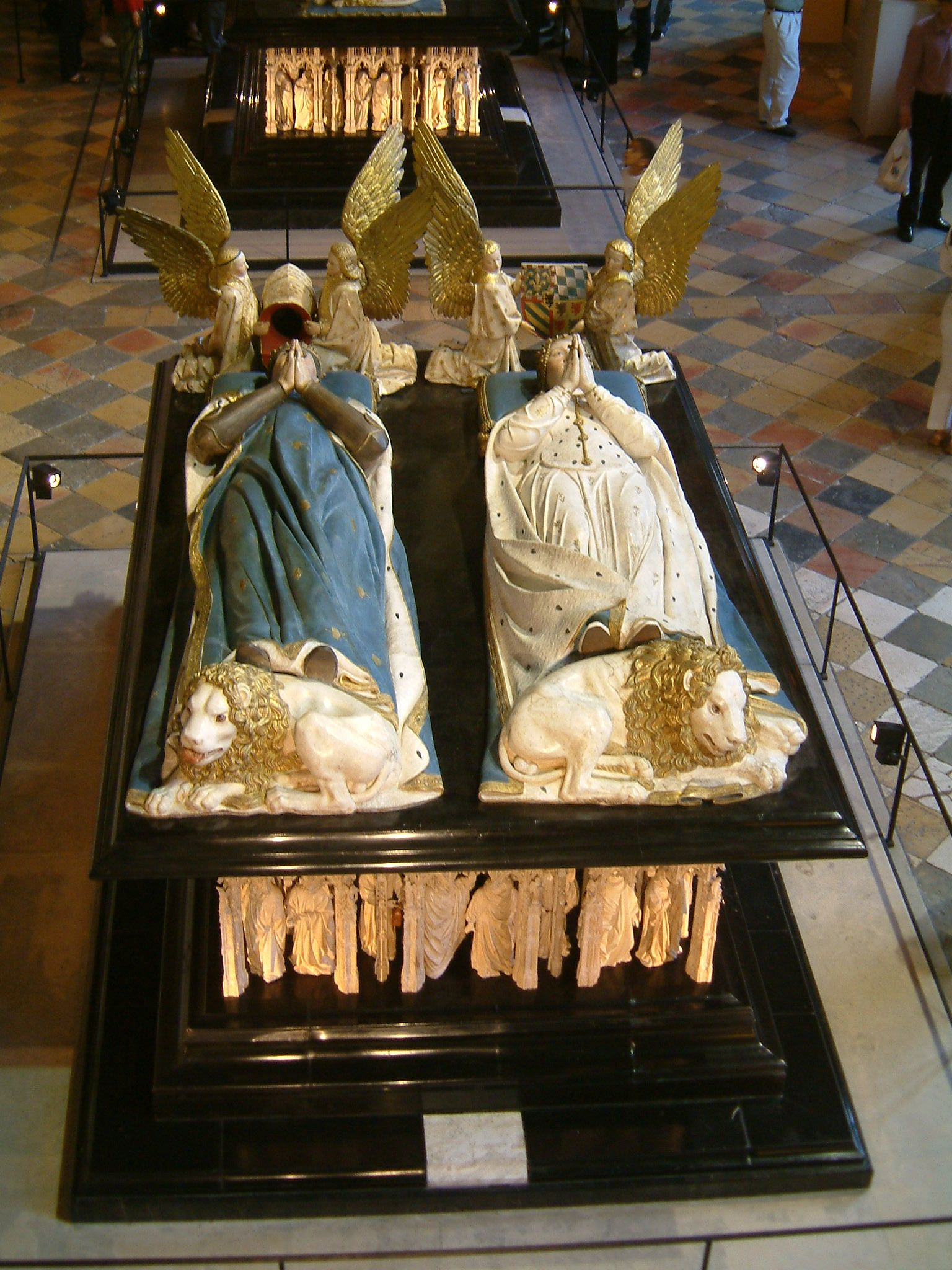
ジャン無怖公と公妃マルグリット

## シャンモル修道院由来の美術品
シャンモル修道院は、フランス、ブルゴーニュの当時最先端の非常に優れた芸術品の展示場所としても設計された。しかし18世紀までにほとんどが散逸、失われ、クラウス・スリューテル、ジャック・ドゥ・ベアズ、メルキオール・ブルーデルラム、アンリ・ベルショーズ、ジャン・マルエルら芸術家の名前は作品ではなく記録として残っているだけである。

### シャンモル修道院所蔵
美術史上非常に重要な彫刻家であるクラウス・スリューテルとその工房の作品のいくつかが教会の正門にあり、フィリップ2世と妃マルグリットがひざまずいて祈っている姿の彫刻もある。そこに『モーゼの井戸』と呼ばれる彫刻の下部の、旧約聖書でメシア到来を予言した6人の預言者の等身大彫刻が残っている。他の部分はほぼ損壊し、フランス革命の影響もあるが、風化による損壊が激しい。

### ディジョン美術館所蔵
現在多くの作品がブルゴーニュ大公宮殿に併設されたディジョン美術館の所蔵になっている。『モーゼの井戸』などから散逸したものが考古学博物館にある。ディジョン美術館所蔵の主要な作品は以下である。
- 二枚のパネルを持つ祭壇画で、フランドルの彫刻家ジャック・ドゥ・ベアズが手がけたおそらく現存している最後の作品といわれ、同時に唯一の15世紀後半以前にネーデルラントで作成された祭壇画最後の完成品とされている。パネル外側の大部分には現存する唯一のメルキオール・ブルーデルラムの絵画があり、これは初期フランドル派成立過程の検証において非常に重要な作品である。ブルーデルラムはベアズの彫刻部分の彩色と箔押しも手がけている。
- ブルゴーニュ公フィリップ2世に棺とジャン1世と公妃マルグリットの棺。棺の彫刻はフランス革命で破壊されており、フランス革命で破壊される以前の古いスケッチや版画をもとにして19世紀に復元された。
- フィリップ2世が埋葬されるときに被っていた黄銅とガラスの王冠[19]。
- 『モーゼの井戸』に彫刻されていたキリストの磔刑の頭と胴体部分[20]。
- 『聖ゲオルクの祭壇画』は15世紀の祭壇画で、磔にされたキリストの足もとに描かれた修道士が寄進したものとされている[21]。
- シャルル＝アンドレ・ヴァン・ロー (Charles-André van Loo) の2枚の祭壇画。1741年により古い作品から置き換えられた（一つは『聖ゲオルクの祭壇飾り』）[22]。

### その他
- ルーブル美術館（パリ）のアンリ・ベルショーズ作『聖ドニの祭壇画』、ジャン・マルエル作『円形の大ピエタ』。
- ワシントン・ナショナル・ギャラリー（ワシントン）のヤン・ファン・エイク作『受胎告知』。三連祭壇画の一翼で、1791年に記録のある残りのパネルは失われている[23]。
- 絵画館（ベルリン）の大きな『聖母子像』。1961年に再発見され、絵画館に貸し出されている。ジャン・マルエル作ともいわれており[24]、シャンモル修道院にあった二連祭壇画の一翼で、反対側の翼にはジャン1世の肖像が描かれていたとされる[25]。
- クリーブランド美術館（クリーブランド）のJean de Beaumetzの作品[26]とフィリップ2世の棺の「嘆く男」4体[27]。
- ウォルターズ美術館（ボルチモア）とアントワープの『アントワープ・ボルチモア多翼祭壇画』[28]。

### 美術品のギャラリー

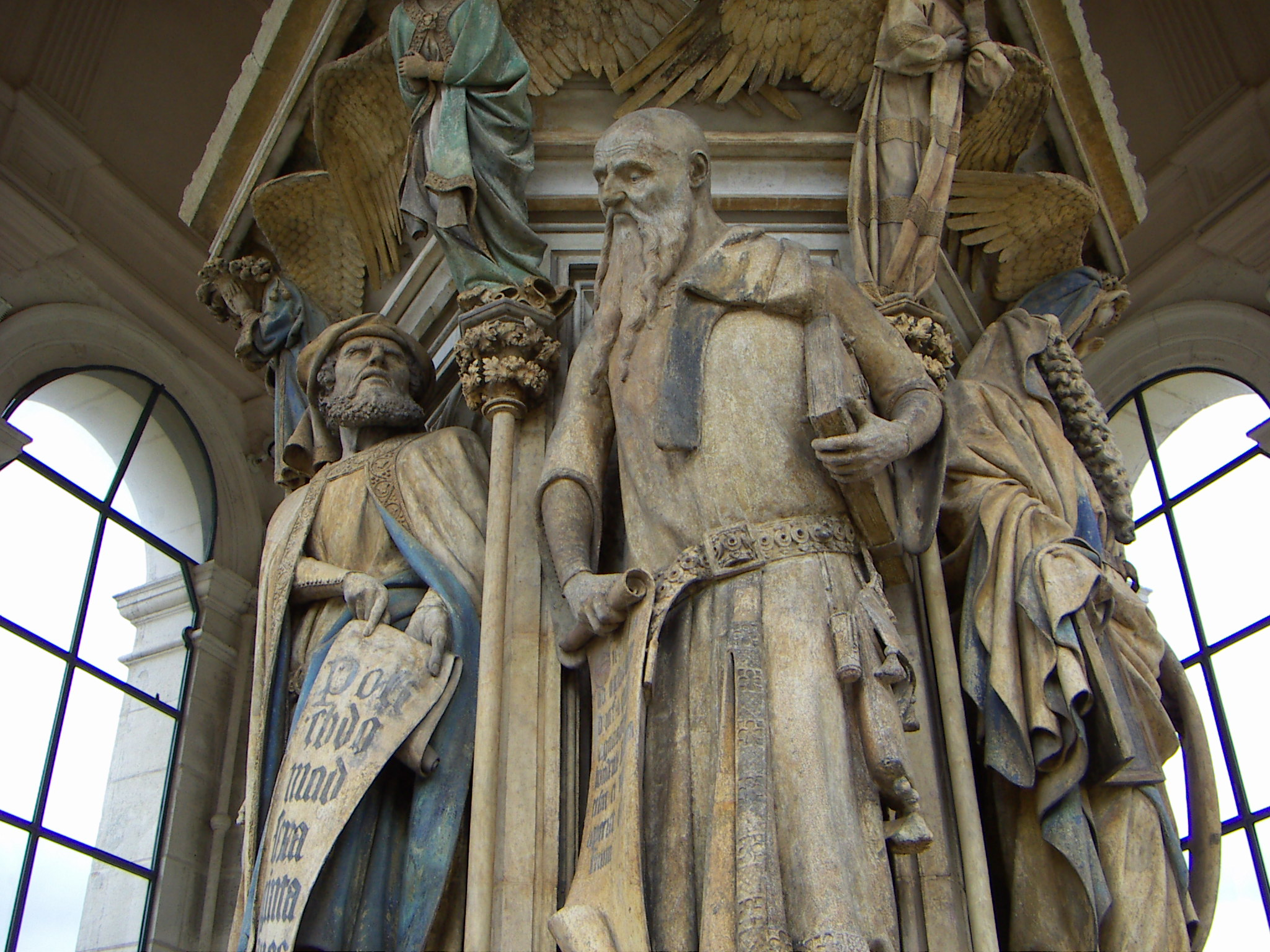
『モーゼの井戸』, クラウス・スリューテル
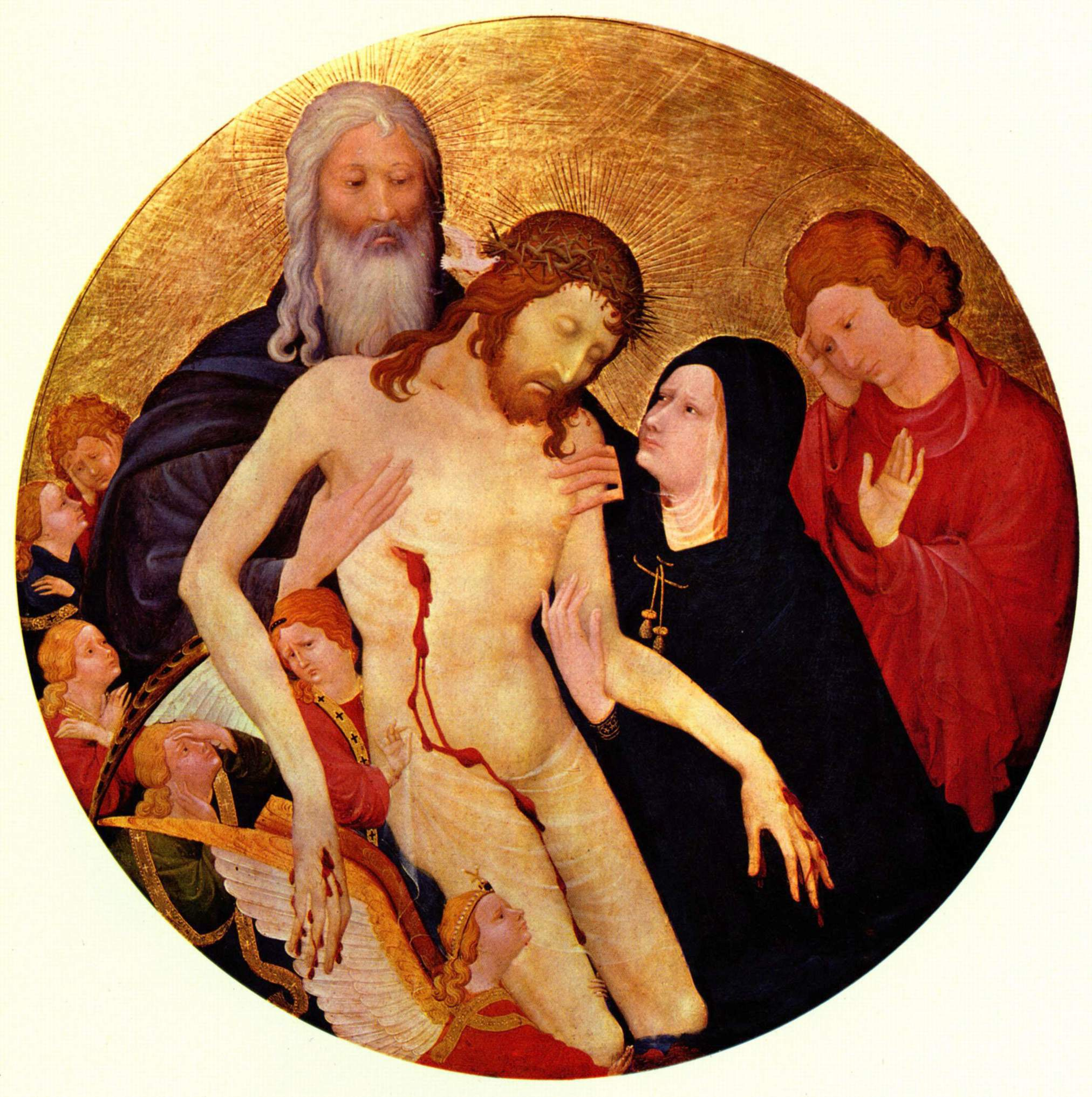
『円形の大ピエタ』, ジャン・マルエル
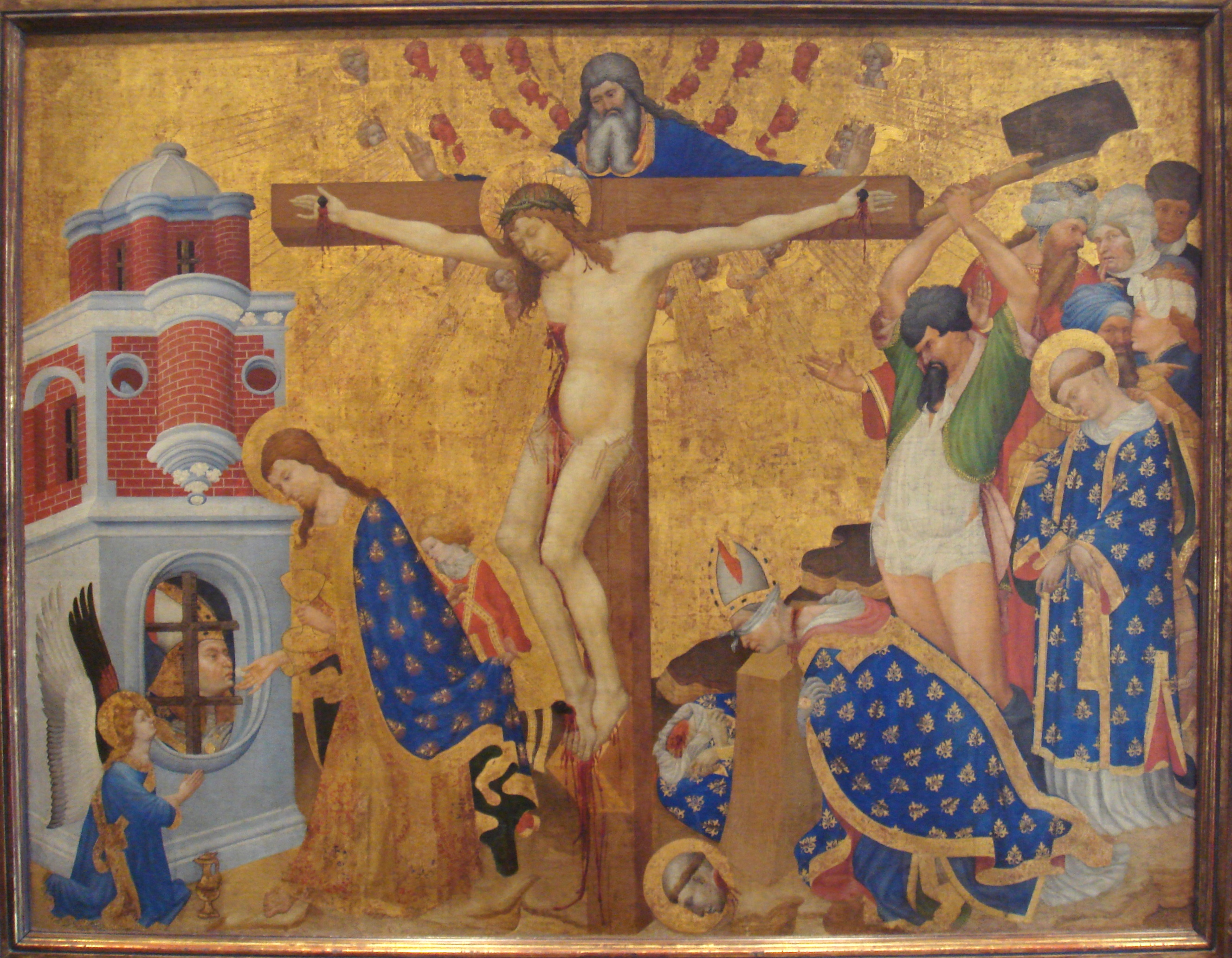
『聖ドニの祭壇画』, アンリ・ベルショーズ
『受胎告知』, ヤン・ファン・エイク